# Миколаївський ландшафтний заказник
Микола́ївський зака́зник — ландшафтний заказник загальнодержавного значення в Україні. Розташований у межах Олександрівського району Кіровоградської області, на південний схід від села Миколаївка. 
Площа 133 га. Створений згідно з Указом Президента України від 10 грудня 1994 року № 750/94. Перебуває у віданні Червононерубаївського лісництва і Розуміївської сільської ради. 
Заказник створено для охорони мальовничого природного комплексу, що складається з балкової мережі зі збереженою у природному стані різноманітною рослинністю. Рослинний покрив представлений природними грабово-липово-дубовими лісами та ділянками різнотравно-типчаково-ковилових степів. Зростають лілія лісова, коручка темно-червона, сон чорніючий, види, занесені до Червоної книги України. 
У лісовому масиві гніздяться хижі птахи — канюк, осоїд, також водяться свиня дика і сарна європейська.

## Галерея

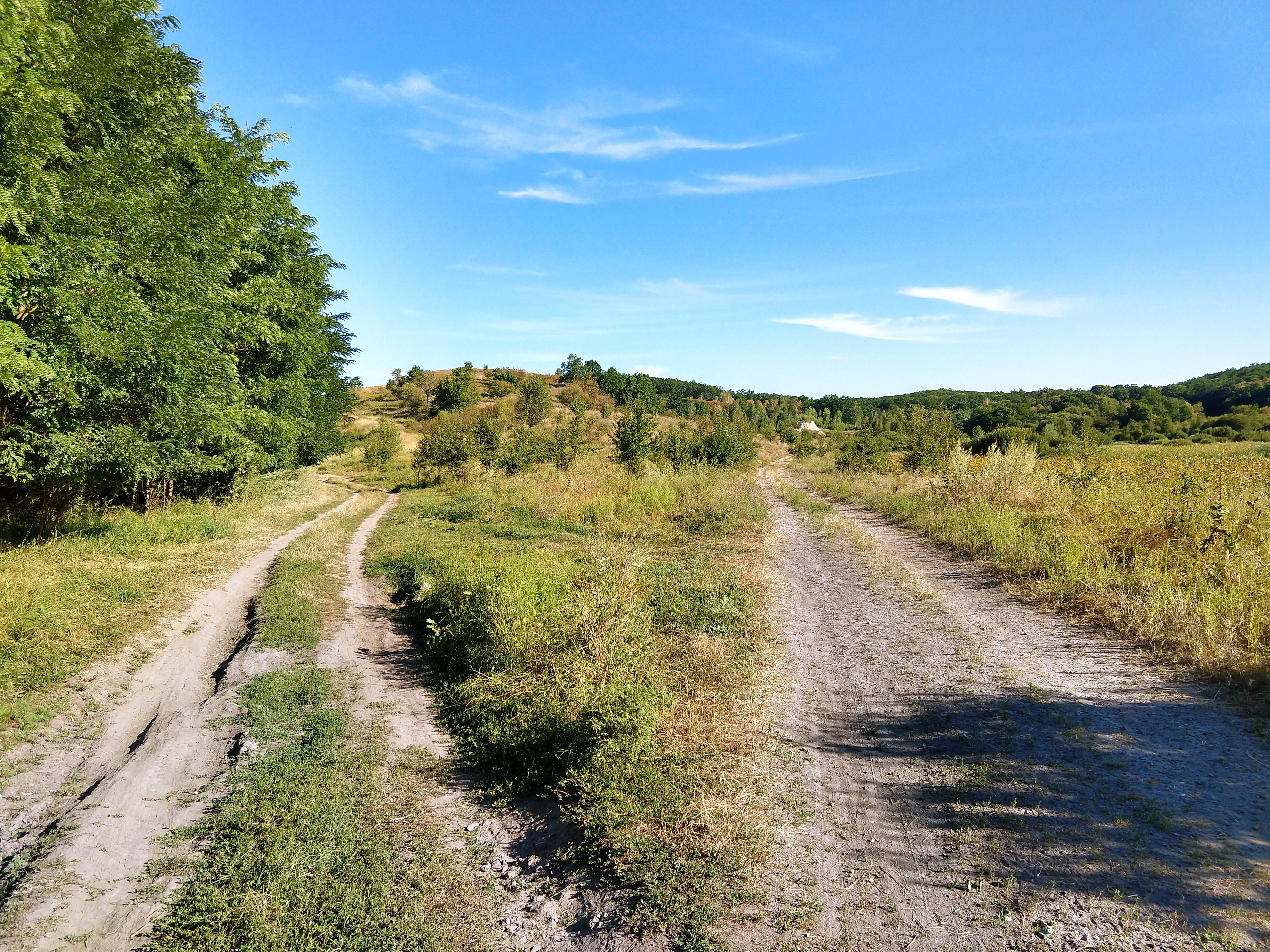
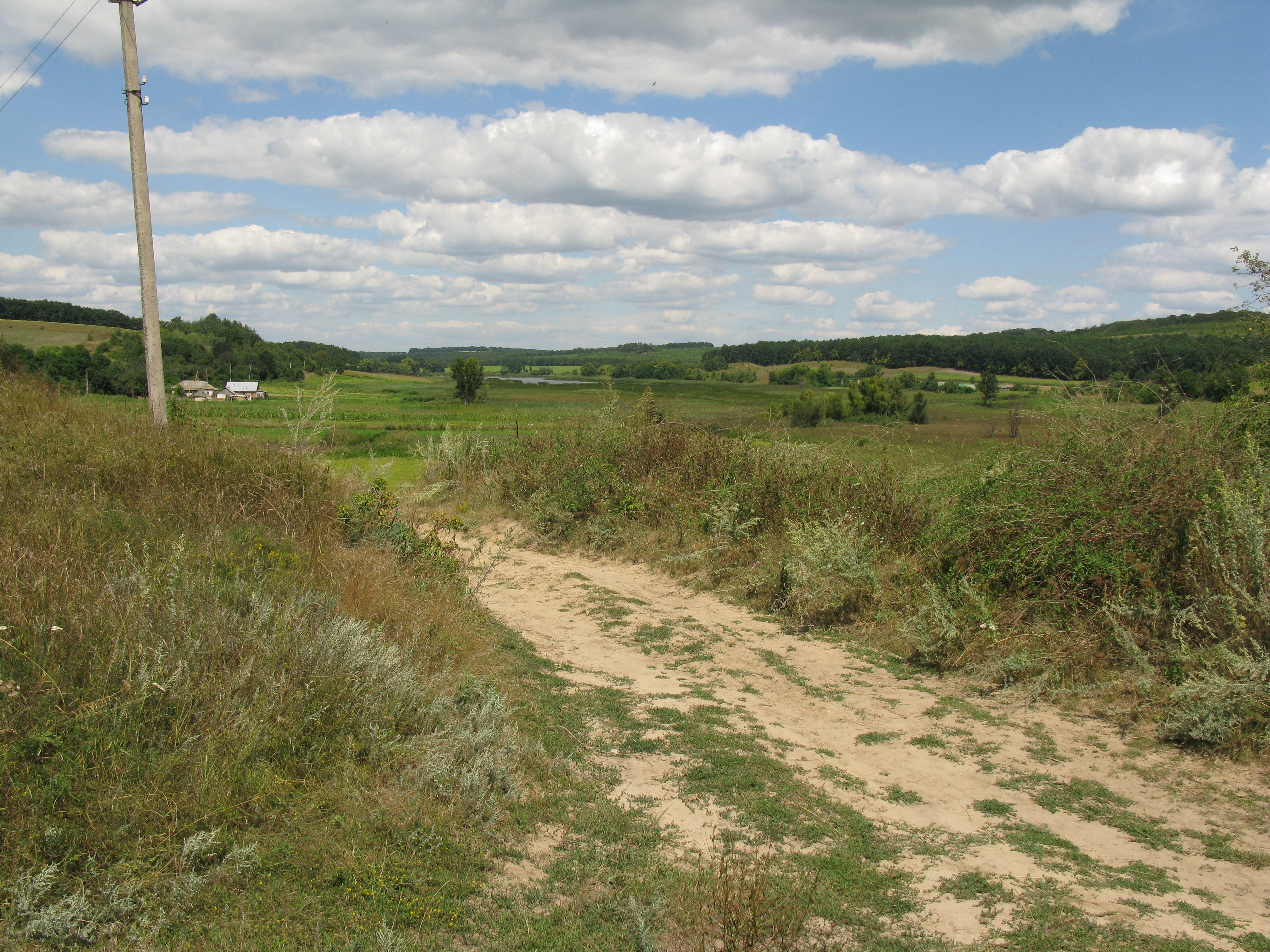
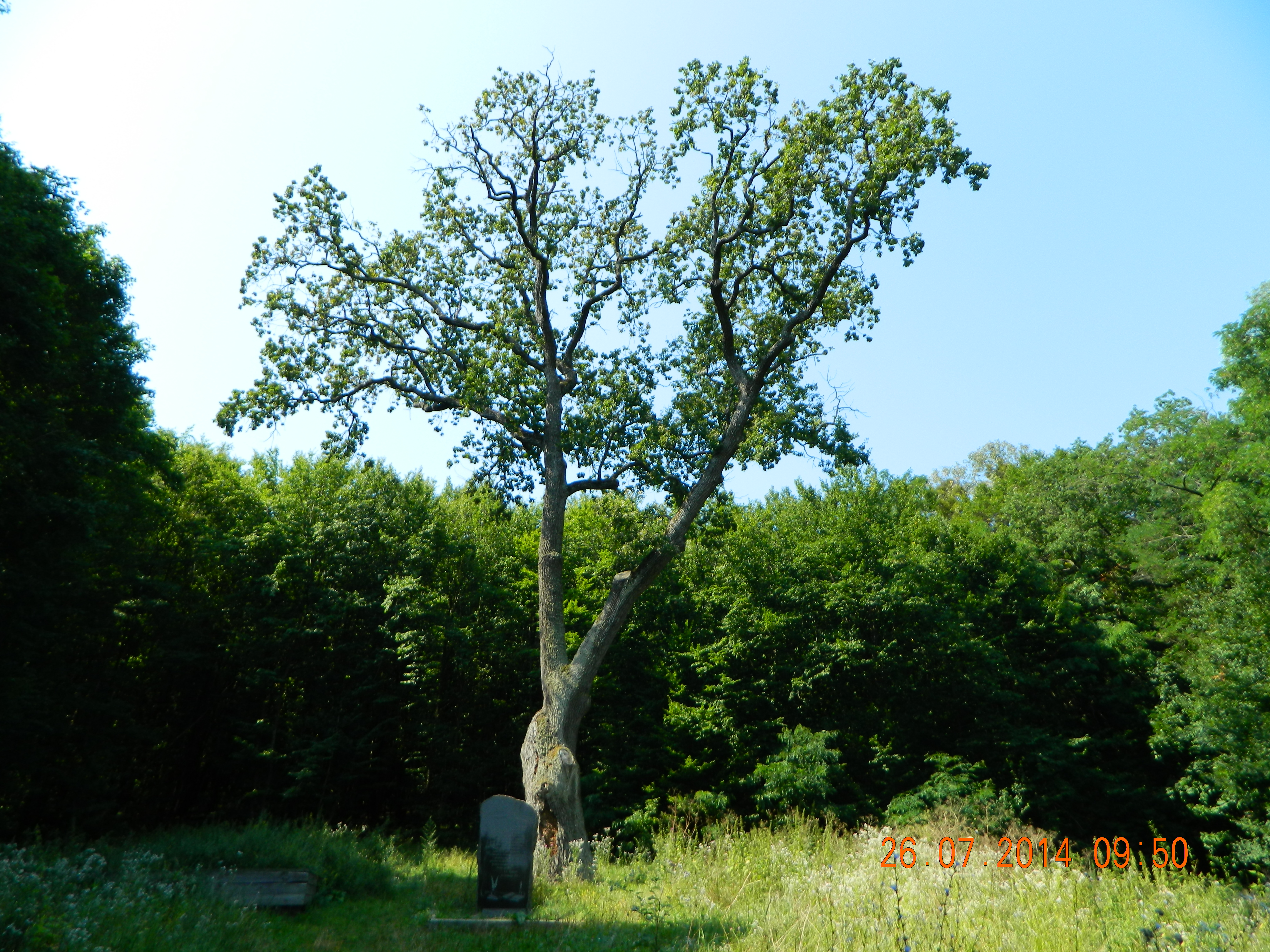